# Tephraea simulatrix
Tephraea simulatrix är en skalbaggsart som beskrevs av Ernst Gustav Kraatz 1882. Tephraea simulatrix ingår i släktet Tephraea och familjen Cetoniidae. Inga underarter finns listade i Catalogue of Life.